# Christendemocratische Partij van Chili
Christen Democratische Partij van Chili (Spaans: Partido Demócrata Cristiano de Chile), PDC), is een Chileense christendemocratische partij. De partij ontstond in 1957 na een fusie tussen de Nationale Falange Partij en de Sociaal Christelijke Conservatieven. De nieuwe PDC toonde zich een sociale en vooruitstrevende partij, vooral onder het voorzitterschap van Eduardo Frei Montalva. Frei Montalva werd in 1964 tot president van Chili gekozen.
De PDC stond haar eerste jaren bekend als een progressieve partij die een politiek van "chilenisatie" (dat wil zeggen het door de staat laten aankopen van meerderheidsaandelen van grote bedrijven). Presidentskandidaat in 1970 was Radomiro Tomic. De rechtse Nationale Partij, die geen voortzetting van het economische beleid wenste voerde fel campagne tegen Tomic. Het was echter de Socialistische Partij van Chili die het meest van Tomic' verlies profiteerde, zodat de socialist Salvador Allende tot president werd gekozen. De PDC gedoogde aanvankelijk Allende, maar keerde zich in 1971 van hem af en begon een centrumrechtse koers te voeren. Dit leidde in 1971 tot een afsplitsing van de linkse vleugel van de partij, die de partij MIC (Movimiento de Isquierda Cristiana) oprichtte. De Christendemocratische Partij steunde ook de eerste tijd na de staatsgreep van generaal Augusto Pinochet in 1973 het nieuwe bewind, maar nadat de uitwassen van de dictatuur bekend werden, werd de PDC een partij van het midden.
De partij maakt thans deel uit van de regerende Overleg van Partijen voor de Democratie (Concertación de Partidos por la Democracia).
| Verkiezingsallianties                      | Verkiezingsallianties | Verkiezingsallianties | Verkiezingsallianties                                        |
| Naam alliantie                             | Jaar van oprichting   | Jaar van ontbinding   | Politieke richting                                           |
| ------------------------------------------ | --------------------- | --------------------- | ------------------------------------------------------------ |
| Confederación de la Democracia             | 1972                  | 1973                  | centrumrechts                                                |
| Alianza Democrática                        | 1983                  | 1988                  | centrumlinks/centrum/centrumrechts (democratische oppositie) |
| Concertación de Partidos por el No         | 1988                  | 1989                  | centrumlinks/centrum/centrumrechts (democratische oppositie) |
| Concertación de Partidos por la Democracia | 1988                  | 2013                  | centrum/centrumlinks                                         |
| Nueva Mayoría                              | 2013                  |                       | centrum/centrumlinks                                         |

## Afsplitsingen van de PDC
- 1969 → Movimiento de Acción Popular Unitaria (linkse afsplitsing)
- 1971 → Izquierda Cristiana de Chile (linkse afsplitsing)
- 1983 → Movimiento Social Cristiano (centrum/centrumrechtse afsplitsing)
- ca. 2005 → Movimiento Humanista Cristiano (centrum/centrumrechtse afsplitsing)
- 2006 → Partido Regionalista Independiente (centrum/centrumrechtse afsplitsing)

## Verkiezingsuitslagen
- Tussen haakjes het totale aantal zetels.

| Jaar | Aantal afgevaardigden | Aantal senatoren |
| ---- | --------------------- | ---------------- |
| 1961 | 23 (147)              | 4 (45)           |
| 1965 | 82 (147)              | 13 (45)          |
| 1969 | 55 (150)              | 22 (50)          |
| 1973 | 50 (150)              | 19 (50)          |
| 1989 | 38 (120)              | 13 (47)          |
| 1993 | 37 (120)              | 13 (47)          |
| 1997 | 38 (120)              | 16 (49)          |
| 2001 | 23 (120)              | 14 (49)          |
| 2005 | 20 (120)              | 6 (38)           |
| 2009 | 19 (120)              | 9 (38)           |
| 2013 | 22 (120)              | 6 (38)           |

## Presidentskandidaten
- Vetgedrukte kandidaten zijn/waren ook daadwerkelijk lid van de PDC
- 1958: Eduardo Frei Montalva (verloren)
- 1964: Eduardo Frei Montalva (gewonnen)
- 1970: Radomiro Tomic (verloren)
- Chileens referendum 1988: "Neen" (gewonnen)
- 1989: Patricio Aylwin (gewonnen)
- 1993: Eduardo Frei Ruiz-Tagle (gewonnen)
- 1999: Ricardo Lagos (gewonnen)
- 2005: Michelle Bachelet (gewonnen)
- 2009: Eduardo Frei Ruiz-Tagle (verloren)
- 2013: Michelle Bachelet (gewonnen)

## Presidenten van de Republiek

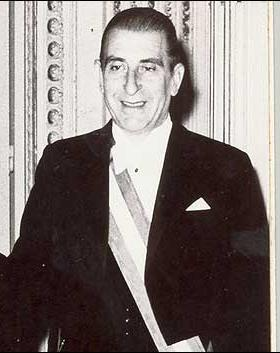
Eduardo Frei Montalva 1964-1970
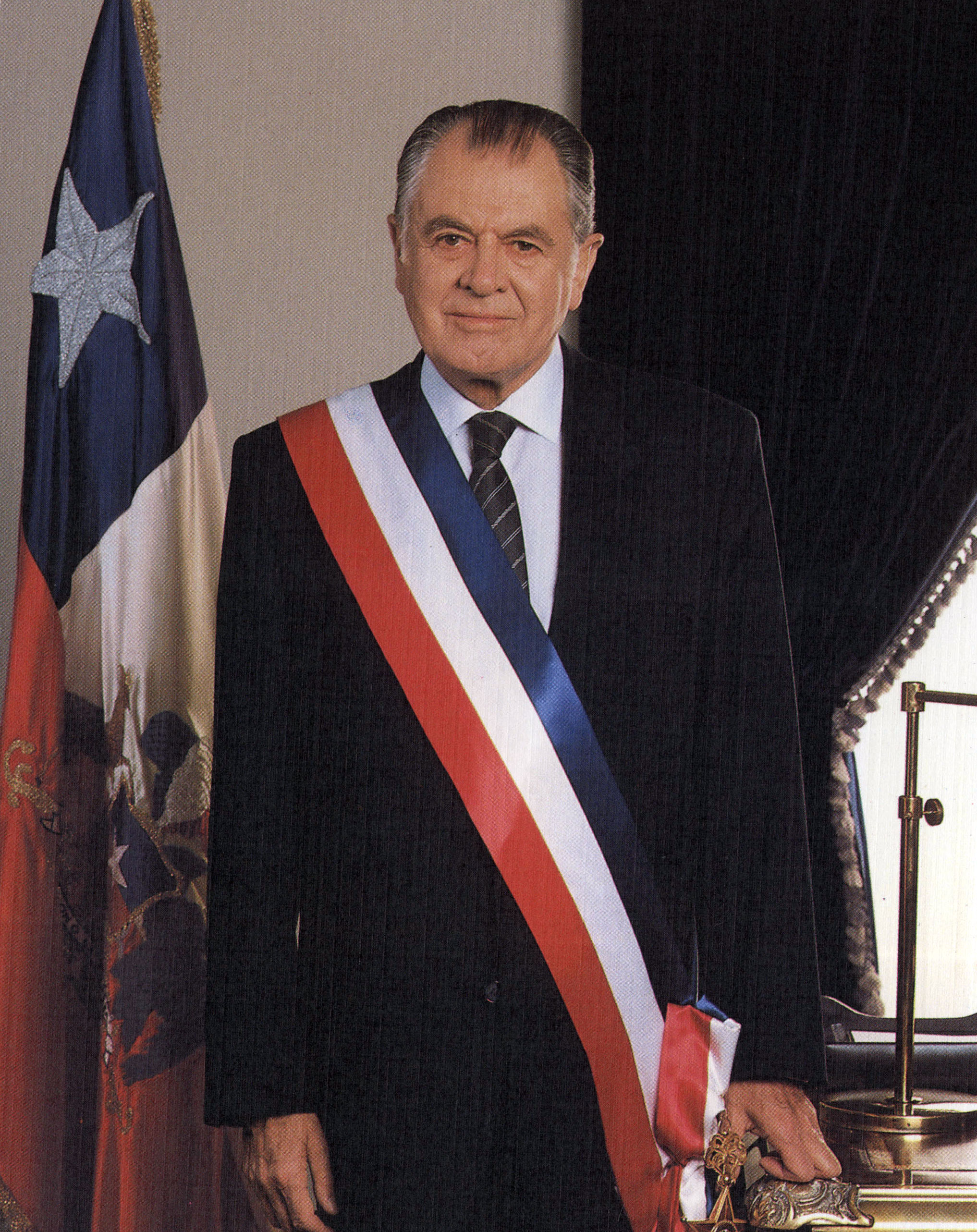
Patricio Aylwin Azócar 1990-1994
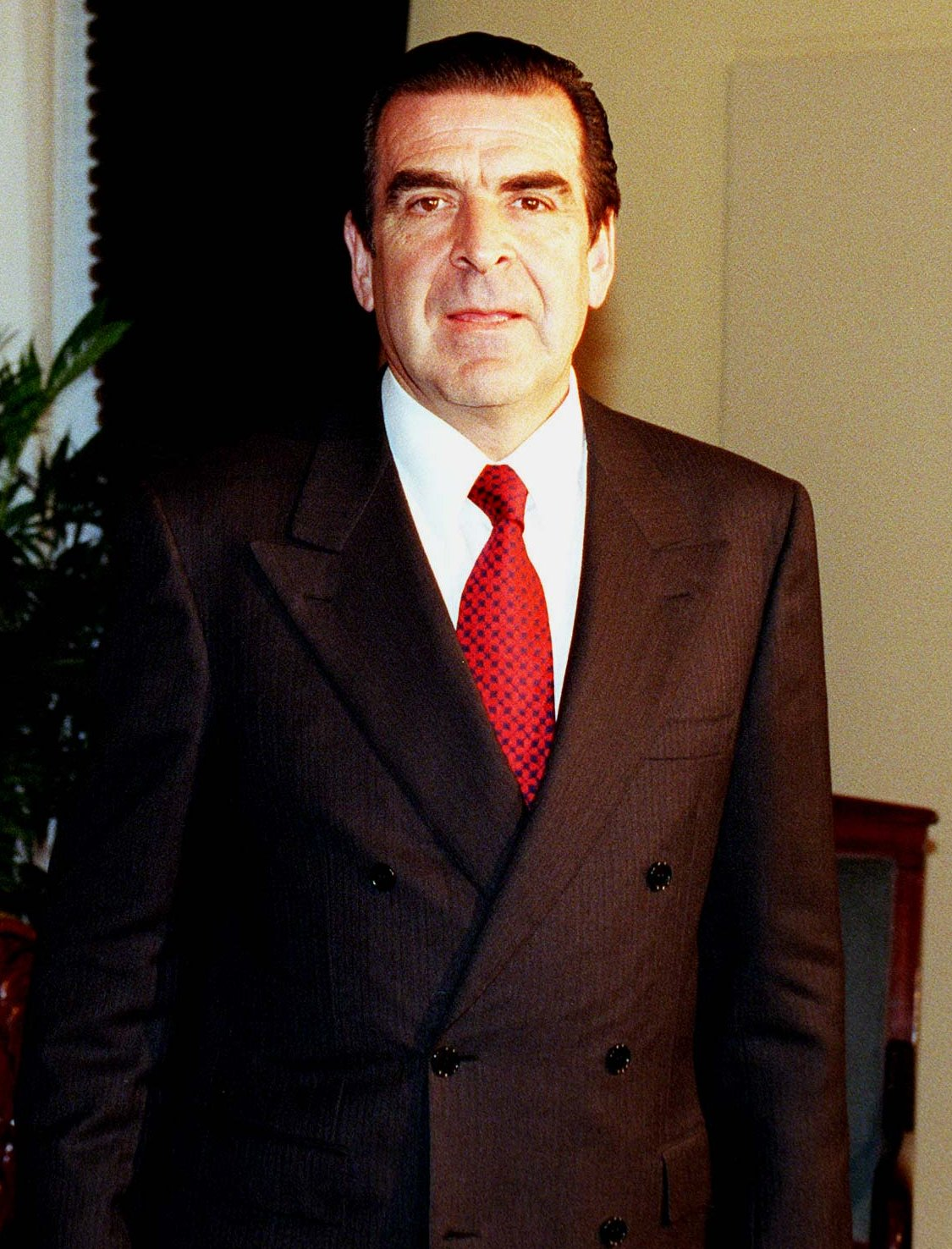
Eduardo Frei Ruiz-Tagle 1994-2000